# Acraea excelsior
Acraea excelsior är en fjärilsart som beskrevs av Sharpe 1891. Acraea excelsior ingår i släktet Acraea och familjen praktfjärilar. Inga underarter finns listade i Catalogue of Life.